# Fylogenetische stamboom

Een fylogenetische stamboom geeft grafisch weer hoe verschillende taxa verwant zijn. Bovenstaande stamboom geeft een overzicht van de verwantschap tussen de rijken waar alle organismen onder vallen.

Een fylogenetische stamboom is in de evolutiebiologie een schema dat de evolutionaire geschiedenis van een bepaalde groep verwante biologische soorten (of andere taxa) weergeeft. De relaties zelf worden de fylogenie genoemd. De boom laat het patroon zien waarmee de soorten van een gemeenschappelijke voorouder afstammen. Hij laat zien wanneer bepaalde taxa en afstammingslijnen verschenen en hoe nauw deze taxa met elkaar verwant zijn.
In de boom representeert elk knooppunt de recentste gemeenschappelijke voorouder en de gerichte lijnen hun relatie. Soms geeft de lengte van de lijnen een schatting van de verstreken tijd weer. Aan de uiteinden en niet bij de knopen staan de taxonomische eenheden. Interne knooppunten noemt men hypothetische taxonomische eenheden omdat deze niet direct waargenomen kunnen worden. Vaak wordt er bij een knoop toch de naam van een taxonomische groep gezet om het verband te tonen met een taxonomische indeling - zo wordt aangegeven dat alle er onder staande taxa tot die bepaalde taxonomische groep behoren.

## Hypothesen

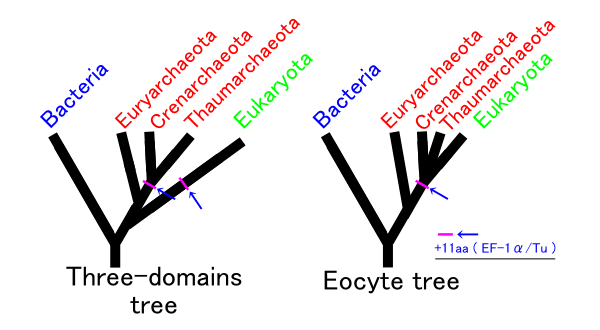
Eocyte-hypothese

Bij verschil van inzicht ontstaan verschillende stambomen naast elkaar. Het voorbeeld toont verschillende hypothesen voor het ontstaan van de eukaryoten. Links hebben alle archaea (Euryarchaeota + Crenarchaeota) en de Eukaryoten één gezamenlijke voorouder en vormen twee aparte domeinen. Rechts hebben de Eukaryoten zich pas later samen met de Crenarchaeota ontwikkeld uit één gemeenschappelijke voorouder (vanaf het pijltje). Daar vormen de Archaea en de Eukaryoten samen één domein. Links vormen de Archaea een monofyletisch taxon, rechts is die groep parafyletisch.

## Stamboom van het cellulaire leven
Hoewel virussen duidelijke, en vaak ook snelle evolutie vertonen (denk aan griepvirussen en hiv), worden ze niet gerekend tot het leven, onder andere omdat ze niet bestaan uit cellen. Hoe het fylogenetisch verband is tussen virussen en het cellulaire leven is nog verre van duidelijk.
Een verkort overzicht van de domeinen en supergroepen van het cellulaire leven ziet er dan als volgt uit:
| - LUCA - Domein Eubacteria (Ehrenberg 1828) (→ prokaryoten, Monera) - - Domein Archaea (Woese et al. 1990) (→ prokaryoten, Monera) - Domein Eukaryota - Supergroep Unikonta (Cavalier-Smith 2002) - - Rijk Animalia (Linnaeus 1758) - Rijk Fungi (Linnaeus 1753) - Rijk Amoebozoae (Lühe 1913, em. Corliss 1984) (→ protisten) - Supergroep Excavata (Cavalier-Smith 2002) (→ protisten) - Rijk Euexcavatae (Holt & Iudica) - Rijk Discicristatae (Cavalier-Smith 2002) - Bikonta (Cavalier-Smith 2002) - Supergroep Chromalveolata (Adl et al. 2005) (→ protisten) - Rijk Hacrobiae (Cavalier-Smith 2010) - Harosa (Cavalier-Smith 2010) (SAR, RAS) - Rijk Rhizariae (Cavalier-Smith 1993) (Rhizaria) - - Rijk Alveolatae (Cavalier-Smith 1991) - Rijk Heterokontae (Cavalier-Smith 1986) (Stramenopiles) - Supergroep Archaeplastida (Adl et al. 2005) - Rijk Viridiplantae (Cavalier-Smith 1981) - Rijk Rhodoplantae (Saunders & Hommersand 2004) (→ protisten) |
| (→ behoort tot de ...) wordt ook gerekend tot een polyfyletische groep |

Een meer uitgewerkt voorbeeld van een stamboom van het cellulaire leven naar J.R. Holt en C.A. Iudica:
| Fylogenetische stamboom van het cellulaire leven |
| --- |
| LUCA - Domein Eubacteria (Ehrenberg 1828) (→ prokaryoten) - Rijk Thermotogae - - Rijk Firmicutae - - Rijk Oxyphotobacteria - - Rijk Chloroflexae - - - Rijk Proteobacteria - Rijk Spirochaetae - - Rijk Pirellae - - Rijk Chlorosulphatae - Rijk Saprospirae - - Domein Archaea (Woese et al. 1990) (→ prokaryoten) - Rijk Crenarchaeota - Crenarchaea - Rijk Thermoprotei - Rijk Euryarchaeota - Eurythermea - Rijk Thermoplasmobacteria (Thermoplasmata, Reysenbach 2001) - Rijk Thermobacteria (Thermococci, Zillig & Reysenbach 2001) - Neobacteria - Rijk Methanobacteria - Rijk Halobacteria - Domein Eukaryota - Supergroep Unikonta (Cavalier-Smith 2002) - Opisthokonta (Copeland 1956, emend. Cavalier-Smith 1987, emend. Adl et al. 2005) - Rijk Fungi (Linnaeus 1753) - Microsporidiomycota (Balbiani 1882) - - - Chytridiomycota (Powell 2007) - Neocallimastigomycota (James et al. 2007) - - Blastocladiomycota (James et al. 2007) - - - Kickxellomycota (em. Benny 2007) - Entomophthoromycota (Humber 2012) - - Mucoromycota (em. Benny 2007) Euzygomycota - - Glomeromycota (James et al. 2006) - Dikarya (Hibbett, T.Y.James & Vilgalys 2007) - Ascomycota (James et al. 2006) - Basidiomycota (Moore 1980) - Holozoa - Ichthyosporea - Filozoa - Filasterea - Animalia (Linnaeus 1758) - Choanozoa (Cavalier-Smith 1993) - Metazoa (Haeckel 1866) - Porifera - Eumetazoa (Buetschli 1910) - Ctenophora - - Placozoa - - Cnidaria (Diploblastea) - Bilateria (Hatscheck 1888) - Acoelomorpha (Ehlers 1986) - - Protostomata (MacAlister 1879) - - Chaetognatha - Ecdysozoa (Aguinaldo et al. 1997) - Nematozoa - Panarthropoda - Scalidophora (Cephalorhyncha) - Spiralia (Giribet 2002) - Polyzoa (Thompson 1830) - Trochozoa (Roule 1891) - Platyzoa (Cavalier-Smith 1998) - Deuterostomata (MacAlister 1876) - Chordata - Ambulacraria - Rijk Amoebozoae (Lühe 1913, em. Corliss 1984) (→ protisten) - Supergroep Excavata (Cavalier-Smith 2002) (→ protisten) - Rijk Euexcavatae (Holt & Iudica) - Rijk Discicristatae (Cavalier-Smith 2002) - Bikonta (Cavalier-Smith 2002) - Supergroep Chromalveolata (Adl et al. 2005) (→ protisten) - Rijk Hacrobiae (Cavalier-Smith 2010) - Harosa (Cavalier-Smith 2010) (SAR, RAS) - Rijk Rhizariae (Cavalier-Smith 1993) (Rhizaria) - - Rijk Alveolatae (Cavalier-Smith 1991) - Rijk Heterokontae (Cavalier-Smith 1986) (Stramenopiles) - Supergroep Archaeplastida (Adl et al. 2005) - Rijk Rhodoplantae (Saunders & Hommersand 2004) - - Stam Rhodophyta (Wettstein 1922), roodwieren - Stam Cyanidiophyta (Saunders & Hommersand 2004) - ? Glaucophyta (Skuja 1954) - Rijk Viridiplantae (Cavalier-Smith 1981) - Onderrijk Chlorobionta, groene algen - Prasinophyta (Christiansen 1962) (Prasinophyceae 1-9) - Stam Chlorophyta (Pascher 1914) - Onderrijk Streptobionta - basale Streptobionta o.a. Charophyta (Karol & al. 2001), kranswieren - Superstam Embryophyta (landplanten) - Stam Marchantiophyta (Stotler & Crandall-Stotler 1977) (→ mossen s.l., bryofyten) - - Stam Bryophyta (Schimper 1836) (→ mossen s.l., bryofyten) - - Stam Anthocerotophyta (Stotler & Crandall-Stotler 1977) (→ mossen s.l., bryofyten) - Tracheophyta, vaatplanten |
| een polyfyletische groep (→ behoort tot de ...) wordt ook gerekend tot een polyfyletische groep |

### Geschiedenis

#### Indeling van Aristoteles

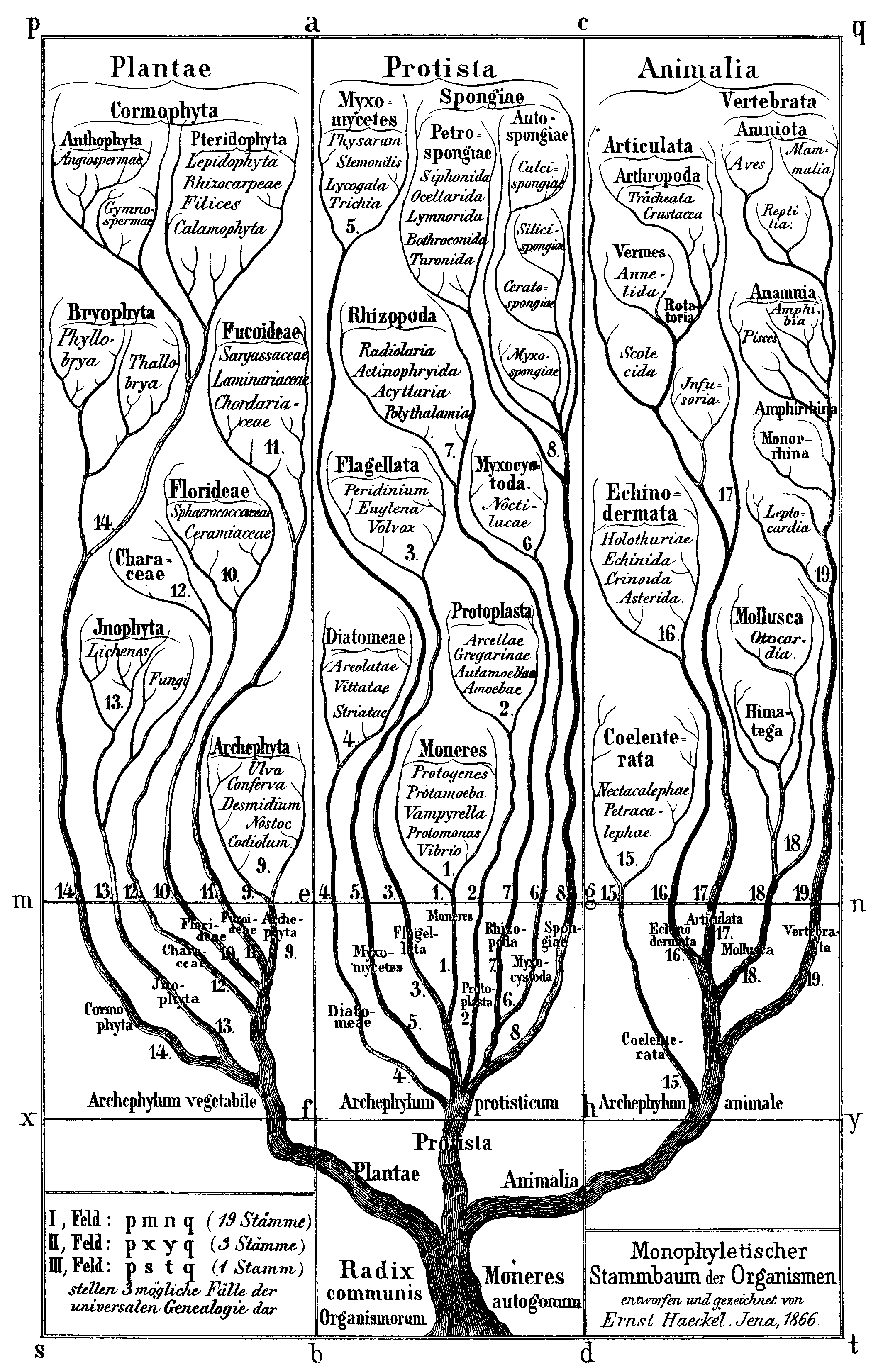
Stamboom volgens Ernst Haeckel uit 1866.

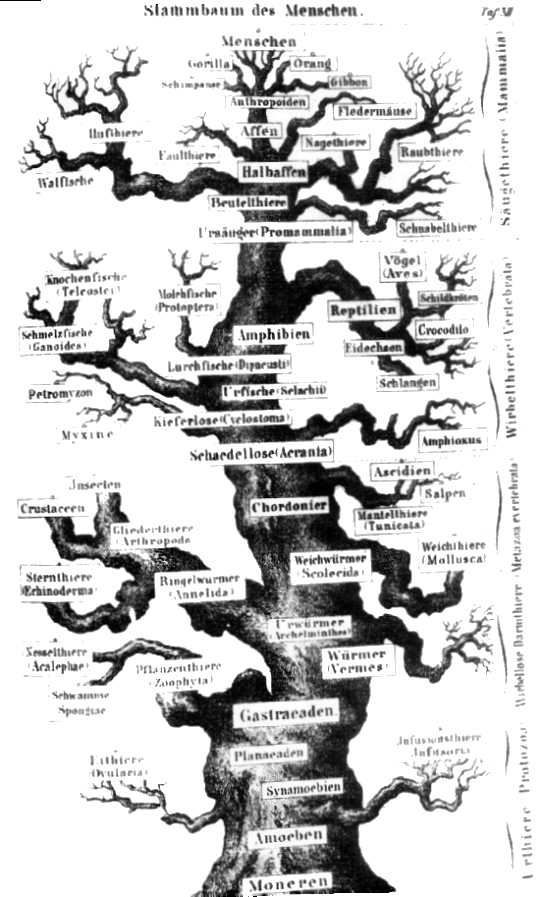
Stamboom volgens Ernst Haeckel uit 1874, met de mens bovenaan als sluitstuk van de evolutie.

Pogingen tot classificatie van organismen zijn er al zeer lang. Aristoteles (384-322 v.Chr.) maakte een indeling van de dieren, waarin al een begin van een fylogenie is te herkennen:
| - Dieren - Enhaima (dieren met bloed) (± gewervelden) - levenbarende viervoeters (± zoogdieren) - beveerd (vogels) - eierleggende dieren - beschubd (reptielen) - schubloos (amfibieën) - vissen - spoelvormige kraakbeenvissen (haaien) - platte kraakbeenvissen (roggen) - beenvissen - Anaima (dieren zonder bloed) (± ongewervelden) - weekdieren (± inktvissen) - weke schaaldieren (± kreeftachtigen) - gelede dieren (± insecten + spinnen + ringwormen) - schaaldieren (± weekdieren + stekelhuidigen) |

#### Laatste kwart 20e eeuw
Tegen het einde van de 20e eeuw bleek het duidelijk dat de bestaande stamboom niet meer voldeed. Het oorspronkelijke morfologisch en anatomisch onderzoek, met het uitgangspunt dat vormverwantschap duidt op bloedverwantschap, werd uitgebreid met cytologisch onderzoek en biochemisch onderzoek aan proteïnen en aan DNA. Een eenvoudige indeling in plantenrijk en dierenrijk was niet meer houdbaar: er waren te veel groepen die daar niet te plaatsen waren of juist in beide met evenveel recht. De schimmels werden al als zelfstandige groep gezien. Het was echter nog niet goed mogelijk een nieuwe stamboom op te stellen zodat de bestaande nog lang in gebruik bleef. Veel van de verouderde namen worden nog steeds gebruikt, maar meestal als informele omschrijvingen. De stamboom zag er als volgt uit:
| - leven - Superrijk Archaebacteria - Superrijk Eubacteria - Superrijk Eukaryota - Rijk Plantae (planten) - Phycobionta (algen) - Stam Euglenophyta, Euglenozoa - Stam Chlorophyta, Phytomonadina (groenwieren) - Stam Dinophyta, Dinoflagellatae (dinoflagellaten) - Stam Chromophyta - Klasse Chrysophyceae, Chrysomonadina (goudwieren) - Klasse Xanthophyceae, Heterocontae - Klasse Bacillariophyceae (diatomeeën) - Klasse Phaeophyceae (bruinwieren) - Stam Rhodophyta (roodwieren) - Mycobionta (schimmels) - Stam Myxomycota (slijmzwammen) - Stam Eumycota - Klasse Phycomycetes (wierzwammen) - Klasse Ascomycetes (zakjeszwammen) - Klasse Basidiomycetes (steeltjeszwammen) - ? (Deuteromycetes, Fungi imperfecti) - ? (Lichenes, korstmossen) - Bryobionta (mossen s.l.) - Klasse Hepaticae (levermossen) - Klasse Musci (bladmossen of mossen s.s.) - Klasse Anthocerotae (hauwmossen) - Cormobionta (vaatplanten) - Stam Pteridophyta (vaatcryptogamen) - Klasse Psilophytatae - Klasse Lycopodiatae (wolfsklauwen) - Klasse Articulatae (paardestaarten) - Klasse Filicatae (varens) - Spermatophyta (zaadplanten) - Onderstam Gymnospermae (naaktzadigen) - Onderstam Angiospermae (bedektzadigen) - Klasse Dicotyledonae (tweezaadlobbigen) - Klasse Monocotyledonae (eenzaadlobbigen) - Rijk Animalia (dieren) - Onderrijk Protozoa (eencelligen) - Klasse Flagellata (zweepdiertjes) - Chrysomonadina, Chrysophyceae - Euglenoidina, Euglenophyta - Phytomonadina, Chlorophyceae - Cryptomonadina, Cryptophyta - Dinoflagellatae, Dinophyta - Protomonadina - Diplomonadina - Polymastiginia - Opalinia - Klasse Rhizopoda (wortelpotigen) - Klasse Sporozoa (sporediertjes) - Klasse Cnidosporidia - Klasse Ciliata, Ciliophora (trilhaardiertjes) - Onderrijk Metazoa (meercelligen) - Stam Mesozoa (middendiertjes) - Stam Parazoa (sponsachtigen) - Stam Eumetazoa (orgaandieren) - Onderstam Radiata - Stam Cnidaria (neteldieren) - Stam Ctenophora (ribkwallen) - Onderstam Bilateria - Protostomia (oermondigen) - Stam Tentaculata - Stam Platyhelminthes (platwormen) - Stam Gnathostomulida (tandmondwormen) - Stam Nemertini (snoerwormen) - Stam Aschelminthes (rondwormen) - Stam Mollusca (weekdieren) - Stam Sipunculida (spuitwormen) - Stam Kamptozoa, Entoprocta (kelkwormen) - Stam Annelida (ringwormen) - Stam Pentastomida, Linguatulida - Stam Tardigrada (beerdiertjes) - Stam Onychophora (fluweelwormen) - Stam Arthropoda (geleedpotigen) - Deuterostomia (nieuwmondigen) - Stam Chaetognatha (pijlwormen) - Stam Pogonophora, Branchiata - Stam Hemichordata - Stam Echinodermata (stekelhuidigen) - Stam Chordata (chordadieren) |

#### Naar de 21e eeuw
De stamboom bleef in ontwikkeling, maar was nog een indeling grotendeels op grond van overeenkomsten in anatomie, embryologie en morfologie. Er heerste nog grote onduidelijkheid op plaatsen waar de stamboom meer dan twee takken vanuit een punt ("harkjes") heeft. Rond de eeuwwisseling werden de eerste contouren van een meer fylogenetische stamboom beter zichtbaar:
| - leven - Archaebacteria - - Eubacteria - Eukaryota - Mycobionta (schimmels) - Myxomycota (slijmzwammen) - Eumycota, incl. Lichenes - Phycobionta, inclusief planten - Dinophyta (dinoflagellaten) - Rhodophyta (roodwieren) - Chromophyta - Bryobionta (mossen) - Hepaticae (levermossen + hauwmossen) - Musci (bladmossen) - Cormobionta (vaatplanten) - (vaatcryptogamen), Pteridophyta (varens) - Spermatophyta (zaadplanten) - Angiospermae (bedektzadigen) - Gymnospermae (naaktzadigen) - Chlorophyta (groenwieren) - - Euglenophyta - Animalia (dieren) - - Zooflagellata (zweepdiertjes) - - Coelenterata - Acnidaria, Ctenophora (ribkwallen) - Cnidaria (neteldieren) - - Anthozoa (bloemdieren) - Scyphozoa (schijfkwallen) - Hydrozoa (hydroïdpoliepen) - Coelomata - - - Notoneuralia, Chordata - Tunicata (manteldieren) - - Vertebrata (gewervelden) - Acrania (lancetvisjes) - Hemichordata - Echinodermata (stekelhuidigen) - - Tentaculata - Gastroneuralia, Spiralia - - - - Mollusca (weekdieren) - Articulata (geleedpotigen) - Sipunculata (spuitwormen) - Nemthelmintes (snoerwormen) - Platyhelminthes (platwormen) - Parazoa (sponsachtigen) - - Ciliata (trilhaardiertjes) - Mesozoa (middendiertjes) - Rhizopoda (wortelpotigen) - Sporozoa, Apicomplexa |